# جون بابتيست غوريون
جون باتيست جوريون (بالفرنسية: Jean-Baptiste Gourion) أو جان باتيست جوريون، (24 أكتوبر 1934 - 23 يونيو 2005) كان راهبًا بينيديكتيا كاثوليكيا يهوديا وفرنسا وأسقفًا مساعدًا من عام 2003 حتى وفاته في عام 2005.

## السيرة الشخصية
ولد غوريون في عام 1934 في وهران، الجزائر، لعائلة يهودية، عندما كانت الجزائر مستعمرة فرنسية. عندما درس الطب في فرنسا، قرر التجنيد في الجيش الفرنسي خلال الحرب الجزائرية.
تحول غوريون من اليهودية إلى الكنيسة الكاثوليكية في عام 1958. في عام 1961، دخل دير البينديكتين، وفي عام 1967، تم تعيينه كاهنا. جاء الأب غوريون إلى إسرائيل عام 1976 مع رهبان آخرين من أجل إعادة بناء الدير القديم في أبو غوش، وفي عام 1999 تم تسميته رئيس الدير.
في عام 2003، تم ترشيح غوريون للأسقف المساعد لبطريركية اللاتين في القدس من قبل البابا يوحنا بولس الثاني. في العام نفسه، تم تعيينه أيضًا في الرؤية اللاهوتية في ليدا. وشملت مهمته بشكل خاص العناية بالضروريات الروحية للكاثوليك. توفي في 23 يونيو 2005.